# Моньки (город)
Моньки (пол. Mońki) — город в Польше, входит в Подляское воеводство, Монькский повят. Имеет статус городско-сельской гмины. Занимает площадь 7,66 км². Население — 10371 человек.

## История
В XVI веке деревня Моньки принадлежала семье Монько. По результатам раздела Речи Посполитой с 1795 года деревня входила в состав королевства Пруссия, с 1811 года — в состав Российской империи. В XIX веке во время строительства железной дороги из Гродно неподалёку от деревни был построен железнодорожный вокзал.
В 1914 году здесь располагался Суздальский 62-й пехотный полк. После Первой мировой войны в городе была построена католическая церковь, которая была разрушена немцами во время Второй мировой войны. В 1954 году деревня становится центром гмины Моньки. В 1965 году Моньки получает статус города.

## Транспорт

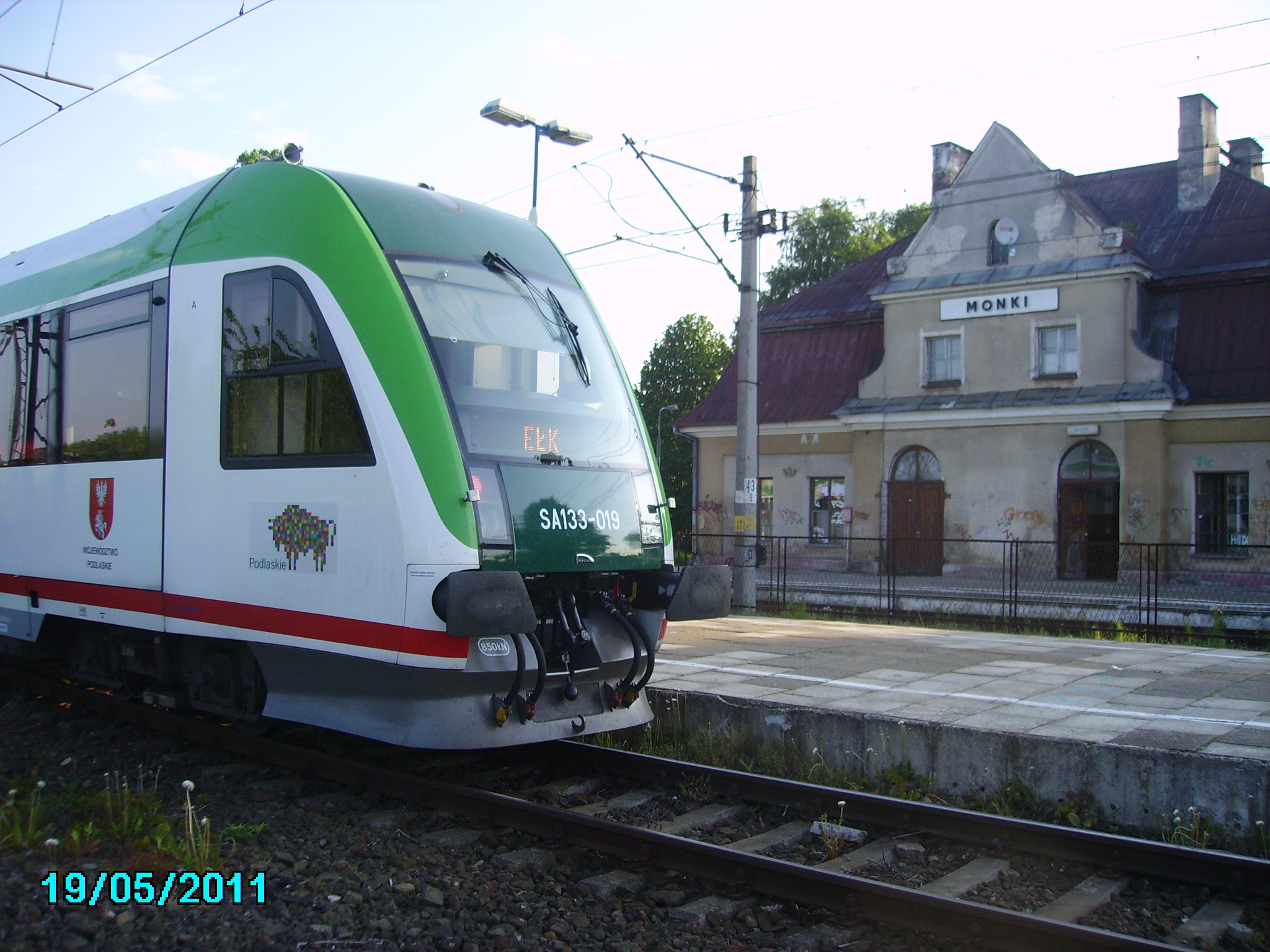
Железнодорожная станция

Через Моньки проходит дорога № 65, которая соединяет город с такими городами, как Граево, Гонёндз, Кнышин и Белосток, и железнодорожная линия № 38.
В городе расположены автобусный и железнодорожные вокзалы.